# Ceresium flavicorne
Ceresium flavicorne là một loài bọ cánh cứng trong họ Cerambycidae.